# Diego Inostroza
Diego Alfredo Inostroza Mellao (* 25. April 1992 in Santiago) ist ein ehemaliger chilenischer Fußballspieler. Der Stürmer wurde zwei Mal chilenischer Meister.

## Karriere
Diego Inostroza begann seine Karriere 2010 bei Universidad de Chile und gewann die beiden Meisterschaften der Saison 2011. Im Team von La U setzte er sich nicht durch und wechselte nach zwei Leihen zum unterklassigen Verein Deportes Pintana. 2017 sammelte er in Malaysia beim Kuala Lumpur City FC Auslandserfahrung. Sein letztes Karrierejahr verbrachte er bei Malleco Unido in der Segunda División.

## Erfolge
Universidad de Chile
- Chilenischer Meister: 2011-A, 2012-C